# وویچیخ مارچفسکی
وویچیخ مارچفسکی (لهستانی: Wojciech Szczęsny Marczewski؛ زادهٔ ۲۸ فوریهٔ ۱۹۴۴) کارگردان و فیلم‌نامه‌نویس اهل لهستان است. وی بین سال‌های ۱۹۶۸ تا ۲۰۰۱، دوازده فیلم را کارگردانی کرد.
از فیلم‌های او می‌توان به فرار از سینما لیبرتی اشاره کرد.

## فیلم‌شناسی
- درس آناتومی (۱۹۶۸)
- پل روی ریل (۱۹۶۸)
- مسافران مانند دیگران (۱۹۶۹)
- سفیدتر از برف (۱۹۷۵)
- عید پاک (۱۹۷۵)
- زموری (کابوس) (۱۹۷۹)
- Klucznik (1980)
- لرز (۱۹۸۱)
- فرار از سینما لیبرتی (۱۹۹۰)
- دوران پیمان‌شکنی (۱۹۹۷)
- Weiser (2001)